# Стриганці (Стрийський район)
Стриганці — село в Україні, у Стрийській міській територіальній громаді Стрийського району Львівської області. Населення 581 особа (2001).
Через село пролягає залізниця, зупинний пункт Стриганці.

## Історія села
Стриганці — село в межиріччі річок Стрия і Жижави, за 14 км від м. Стрия, при дорозі Стрий — Жидачів.
Наприкінці XVII ст. було 42 хати, млин. У 1880 р. було 65 хат, проживало 363 українці, 4 поляки. У 1921 р. кількість хат сягнула 75, налічувалось 431 особа. У 1931 р. — 96 хат, у 1935 р. проживало 520 українців, 14 поляків. У 1939 р. налічувалось 590 осіб: 565 українців, 20 поляків, 5 юдеїв. Наприкінці XVI ст. існувала водяна ступа для «вибивання» грубого вовняного полотна, з якого шили теплий верхній одяг. У XVIII — на початку XIX ст. селяни сплавляли дерево р. Стриєм для будівництва річкових суден. До 1939 р. був панський фільварок, млин, гуральня, споживчий кооператив.
За СРСР створено Стриганцівську сільську раду, в 1954 р. ліквідовано і приєднано до Ходовицької сільської ради. 1992 р. відновлено Стриганцівську сільську раду. Землями користувався колгосп у Дашаві. Загальна площа земельних угідь — 870 гектарів.
Першу однокласну школу відкрито в 1880 р. У 1935 р. споруджено нове приміщення школи, де навчалось 70 дітей. Нині працює школа І ступеню: 3 вчителі, 1 техпрацівник, 28 учнів.
Першу читальню " Просвіти " відкрито в 1887 р. стараннями гімназистів Василя Гавриліва і Олекси Пристая.
Народний дім, сільська бібліотека «Просвіти», відкрито в 1887 р.
1 серпня 1934 р. в Стрийському повіті Станиславівського воєводства було створено гміну Дашава з центром в Дашаві. В склад гміни входили сільські громади: Ходовичі, Дашава, Гельсендорф, Комарів, Лотатники, Олексичі, Підгірці, Стриганці, Піщани (в 1934 році село мало назву Татарське), Верчани і Йосиповичі.

## Політика

### Парламентські вибори, 2019
На позачергових парламентських виборах 2019 року у селі функціонувала окрема виборча дільниця № 461498, розташована у приміщенні будинку культури.
Результати
- зареєстровано 393 виборці, явка 69,47%, найбільше голосів віддано за «Слугу народу» — 27,84%, за «Європейську Солідарність» — 20,51%, за Всеукраїнське об'єднання «Батьківщина» — 14,65%.[2] В одномандатному окрузі найбільше голосів отримав Андрій Гергерт (Всеукраїнське об'єднання «Свобода») — 22,96%, за Володимира Наконечного (Слуга народу) і Ростислава Кушину (самовисування) — по 14,81%[3].

## Пам'ятки
- Церква Святого Миколая[d];

## Відомі люди
- Левицький (Софронів) Василь Софронович (1899—1975) — український письменник, режисер-сценарист і журналіст.